# Presente nupcial
O conceito de presente nupcial está presente nos campos de estudo da ecologia nutricional, história de vida e seleção sexual. Esta última trata do processo no qual indivíduos com certas características têm vantagens sobre outros do mesmo sexo unicamente com relação ao sucesso de acasalamento.
O termo presente nupcial refere-se a um tipo de material doado, além das próprias células reprodutivas (gametas), de macho para fêmea, ou ao contrário em alguns casos, durante o ato da  corte ou do intercurso sexual. A natureza desse presente pode variar desde uma base proteica, lipídica, até minerais e carboidratos. Alguns exemplos são: alcalóides defensivos secretados pelo doador, micronutrientes, sementes, presas. 
Um caso interessante de doação de fêmea para macho ocorre na espécie de inseto Phoreticovelia disparata popularmente conhecido como inseto zeus, em que o indivíduo feminino secreta um tipo de cera nutritiva através da glândula localizada na parte posterior de sua cabeça. Enquanto isso, o macho posiciona-se montado sobre ela e se alimenta de tal presente. O objetivo desse esforço é fazer com que o macho em idade reprodutiva permaneça sobre as costas dela até que libere os espermatozóides e os ovos possam ser fertilizados.

## Ocorrência
A maior parte dos casos de presente nupcial descritos na literatura científica ocorrem em invertebrados, especialmente os insetos. Contudo, também há relatos de sua ocorrência em aracnídeos, sendo uma representante emblemática da espécie Pisaura mirabilis. Nesta espécie de aranha, a fêmea é presenteada com material nutritivo pelo macho no momento de corte. No entanto, para entender a abrangência desse acontecimento são necessários mais estudos abordando o presente nupcial dentro da diversidade taxonômica de Arachnida.
É importante mencionar que essa característica faz parte do comportamento de vários outros tipos de grupos animais, como os pássaros, por exemplo. Porém, devido a uma maior facilidade de delinear e executar experimentos com insetos do que com aves e mamíferos  (tempo, complexidade, estruturas onerosas, espaço), a gama de informações sobre a ocorrência em insetos é predominante. 

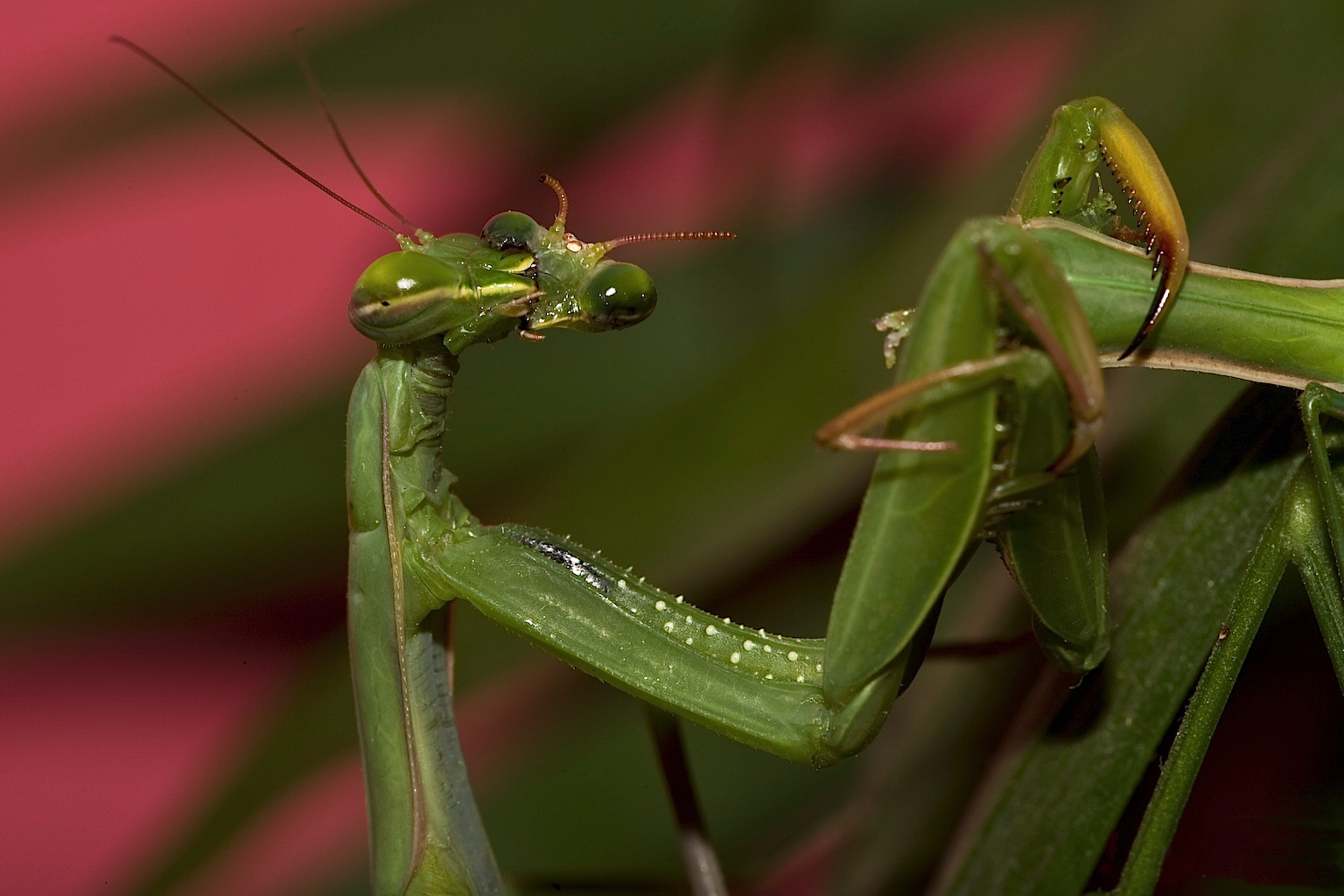
Canibalismo sexual do Louva-deus

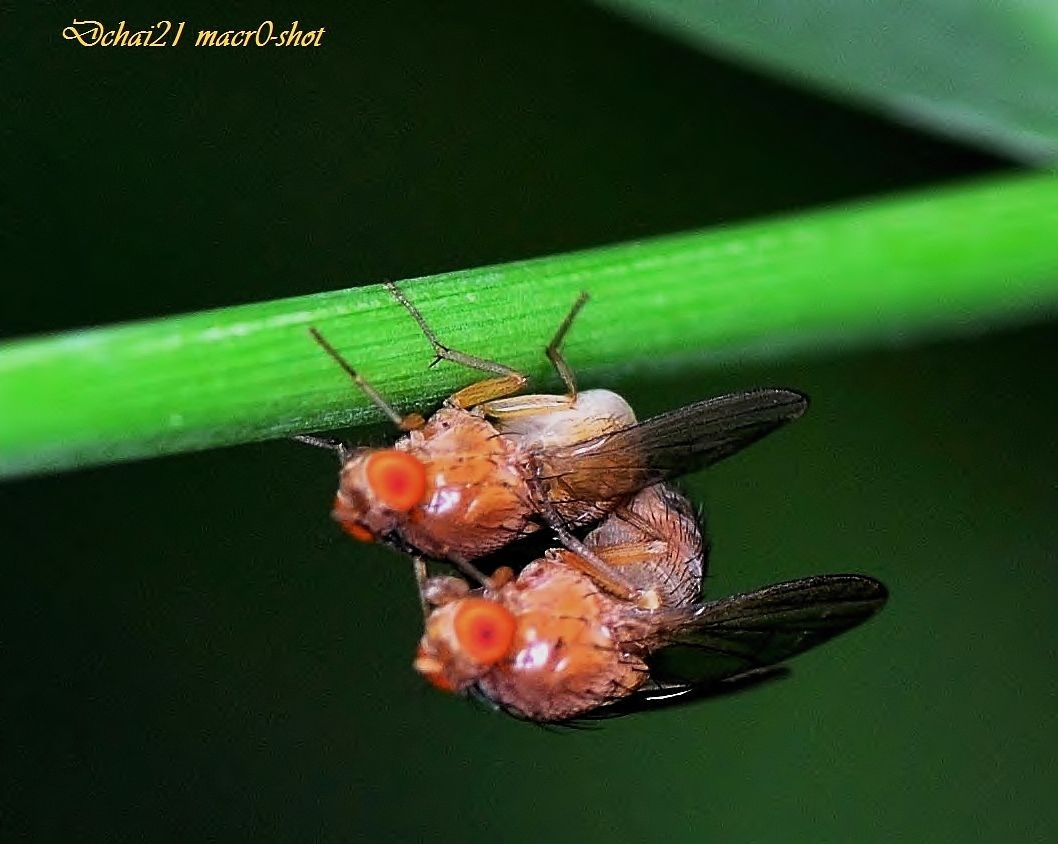
Cópula de Drosophilas

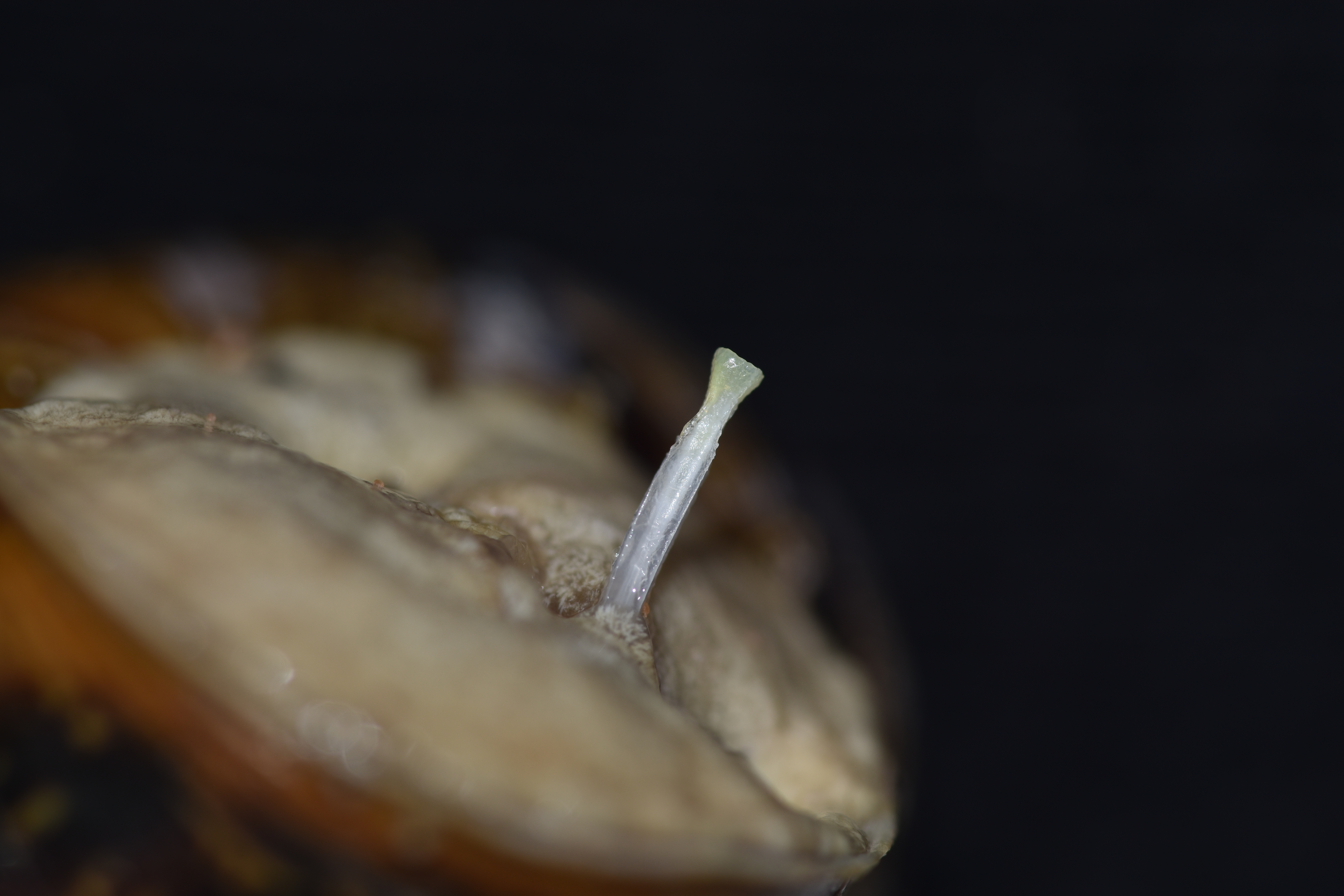
dardo do amor

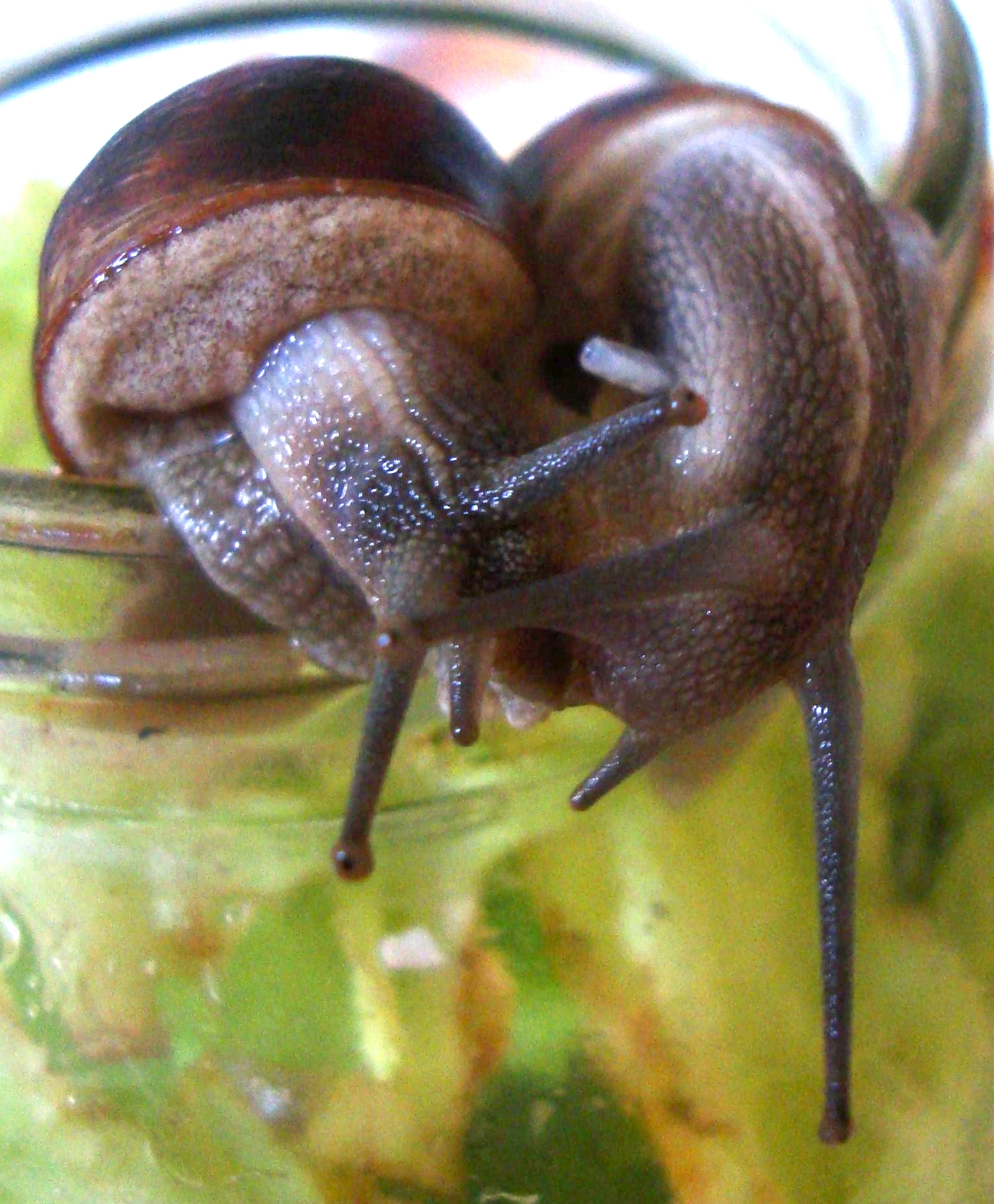
Caracóis de jardim e dardos do amor

## Classificações[1]
Eles podem ser classificados em comestíveis e não comestíveis, mas são principalmente categorizados quanto ao seu local de produção ou aquisição em presentes endógenos e exógenos. O primeiro refere-se àqueles gerados no corpo do doador, podendo ser doada, inclusive, uma estrutura inteira dele. Há ainda uma subdivisão dentro de presentes endógenos, de acordo com o local por onde serão absorvidos pelo receptor.  
- Presentes endógenos orais: absorvidos através do trato digestivo, a exemplo de secreções salivares ou anais produzidas pelo macho ou alimentação a partir de alguma estrutura corporal e até mesmo do corpo inteiro do macho, como ocorre com o louva-a-deus (canibalismo sexual)[1].
- Presentes endógenos genitais: absorvidos através das genitálias, a exemplo de proteínas do fluido seminal de Drosophilas[1].
- Presentes endógenos transdérmicos: absorvidos através da parede corporal do receptor, a exemplo da injeção de fluido seminal na hemocele de percevejos ou injeção da estrutura reprodutora love dart, em português dardo do amor, em gastrópodes[1].

No caso de presentes exógenos, o doador pode caçar ou coletar o material, como insetos capturados, sementes e utilizá-lo para alimentar o receptor durante a corte. Há também a entrega de presentes não relacionados à nutrição, como pedras. 

## Evolução[1]
Um dos fatores que condiciona o sucesso reprodutivo dos indivíduos é a decisão a respeito da proporção de investimento atribuída a essa reprodução frente a manutenção de suas necessidades fisiológicas básicas, isto é, as escolhas entre as demandas conflitantes que demandam esforço mas trazem benefícios. O ritual do presente nupcial também pode ser enxergado nessa lógica.
Além disso, presentes nutritivos têm sua evolução atrelada a condição e disponibilidade de recursos, principalmente dos macronutrientes demandados durante a reprodução feminina.  Dessa maneira, cabe discutir as relações de custo e benefício associadas a cada um dos sexos.
Indivíduos do sexo feminino e masculino não possuem o mesmo interesse reprodutivo e esse fato traz implicações nas dinâmicas de doação desse material. Desse modo, um presente nupcial que inicialmente proporciona aumento no fitness tanto do macho quanto da fêmea, pode evoluir para um presente que reduz a aptidão do receptor ou o oposto, beneficiando apenas uma das partes. 
Embora os presentes nupciais tenham uma participação significativa na reprodução de diversos animais, pesquisas que aplicam métodos filogenéticos comparativos ainda são escassas, por isso ainda tem-se poucas informações sólidas acerca de como ocorrem as transições desse tipo de comportamento, sua evolução e comparações sistematizadas entre os variados táxons.

## Custo e benefício[1]
Como dito anteriormente, os custos e benefícios do presente nupcial podem se distribuir de forma diferente entre doadores e receptores ao longo do processo evolutivo. Por exemplo, a amplificação da fecundidade feminina via presente nupcial, dependendo do grau de aumento desse potencial, pode reduzir a diferença na relação esforço/recompensa para cada um dos membros do par, tendendo a uma estabilidade benéfica para ambos, conforme é sugerido nos estudos teóricos de Alonzo e Pizzari (2010).
A escolha preferencial de membros que ofertam presentes nupciais nutritivos pode levar à evolução de táticas alternativas, ou seja, a confecção de presentes falsos (materiais não nutritivos) que possam garantir o acesso à cópula a partir de uma demanda energética significativamente menor por parte do doador. 

## Presente nupcial em invertebrados[6]

### Captura pelo macho
Nos invertebrados, principalmente nos insetos, o macho pode dar como presente nupcial à fêmea um artrópode capturado por ele mesmo ou algum outro alimento. 
A presa nupcial, que é consumida pela fêmea durante o acasalamento, é um tipo de presente encontrado em Empididae e em duas famílias da ordem Mecoptera, sendo elas a Bittacidae e a Panorpidae, na qual encontram-se as moscas-escorpião. Na espécie Hylobittacus apicalis, da família Bittacidae, alguns machos podem comportar-se similarmente às fêmeas diante de machos que já conseguiram capturar uma presa. Graças a esse comportamento de imitar as fêmeas, esses machos diminuem os seus riscos de serem predados enquanto caçam uma presa e aumentam as suas chances de acasalamento, já que as fêmeas possuem preferência por machos que carregam uma presa como presente nupcial. Na espécie Bittacus mastrilli e em Panorpidae, existem situações em que o macho oferece à fêmea uma grande massa de saliva secretada por ele no lugar de oferecer uma presa. No caso de Panorpidae, as moscas-escorpiões machos oferecem um artrópode apenas quando estão em más condições; se estão saudáveis, oferecem saliva. Já em aranhas, o macho da espécie Paratrechalea ornata da família Trechaleidae, durante o momento de cortejo, oferece à fêmea como presente nupcial uma presa enrolada em seda, no formato de uma esfera branca pequena.

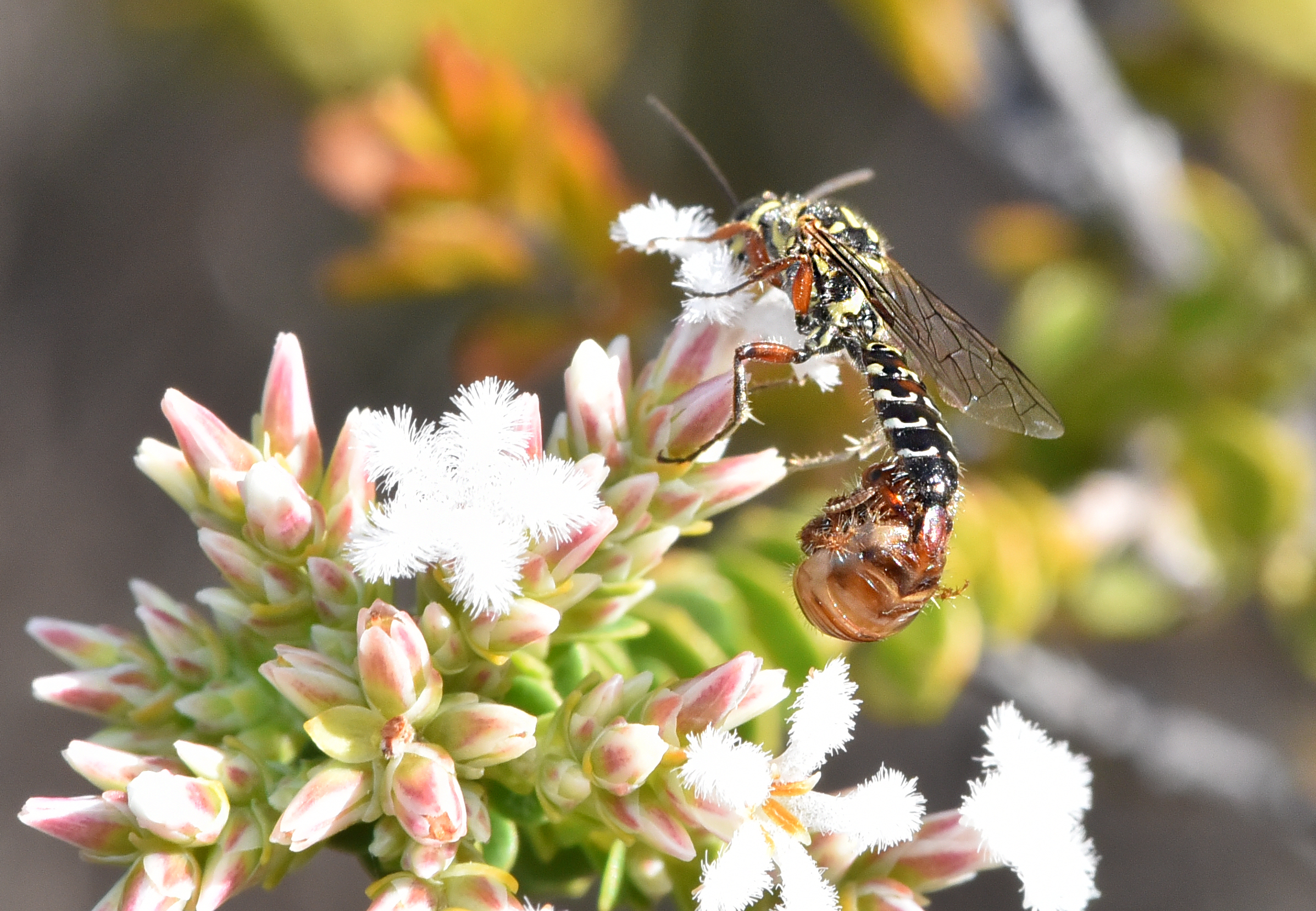
Vespas da família Thynnidae

Alimento como presente nupcial é encontrado em diversos grupos, e em diferentes formas. Em Stilbocoris natalensis, o macho libera uma semente de figo pré-digerida durante a copulação. No caso das vespas da família Thynnidae, é regurgitado néctar, podendo também ocorrer a secreção de gotas de uma substância viscosa pelo ânus. Outro exemplo de comida regurgitada é o da Drosophila suboscura, na qual a fêmea consome a comida liberada pelo macho antes da copulação. 
Além da família Thynnidae, outros grupos também secretam gotas de um líquido viscoso pelo ânus. Esse líquido é secretado durante a corte e pode ser encontrado em Sependon fuscipennis, com uma secreção quase incolor, Sependon aenescens, espécie em que também pode ocorrer uma mistura dessa secreção anal com uma secreção salivar, e em Drosophila nebulosa. Na espécie Euprosopia anostigma, quem produz a secreção durante a corte é a fêmea, sendo que posteriormente é ingerida pelo macho. 

### Canibalismo nupcial

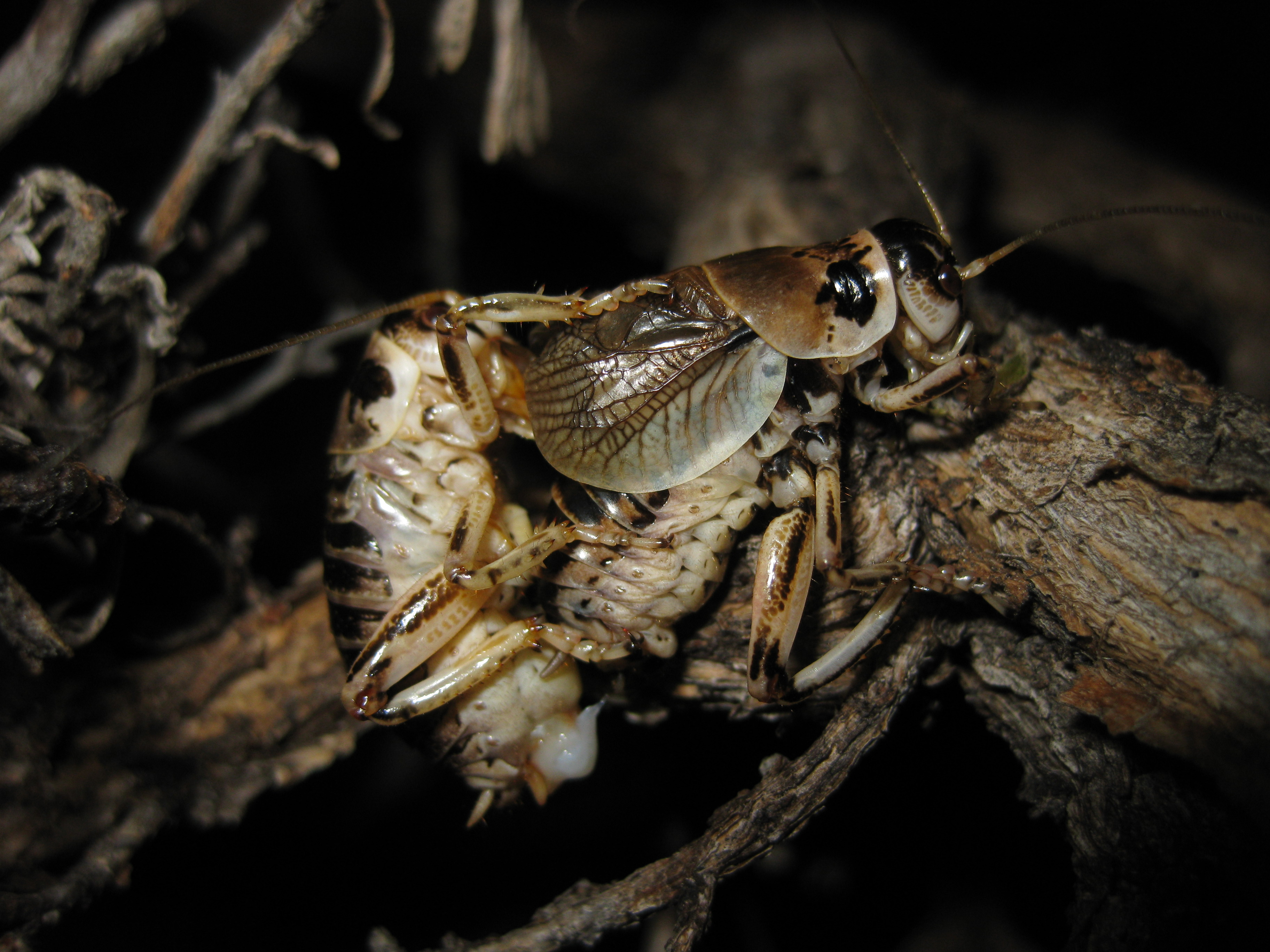
Cyphoderris

O macho pode dar o seu próprio corpo como presente, constituindo o canibalismo nupcial. Nas espécies Hapithus agitator, ortópteros, a fêmea consome a tégmina do macho enquanto permanecem juntos após terem copulado. Em Cyphoderris também é encontrado o caso da fêmea comer parte do corpo do macho, sendo que as asas não-esclerotizadas do inseto macho são consumidas por ela, além de um pouco da hemolinfa que é liberada, tanto antes, quanto durante a copulação. 

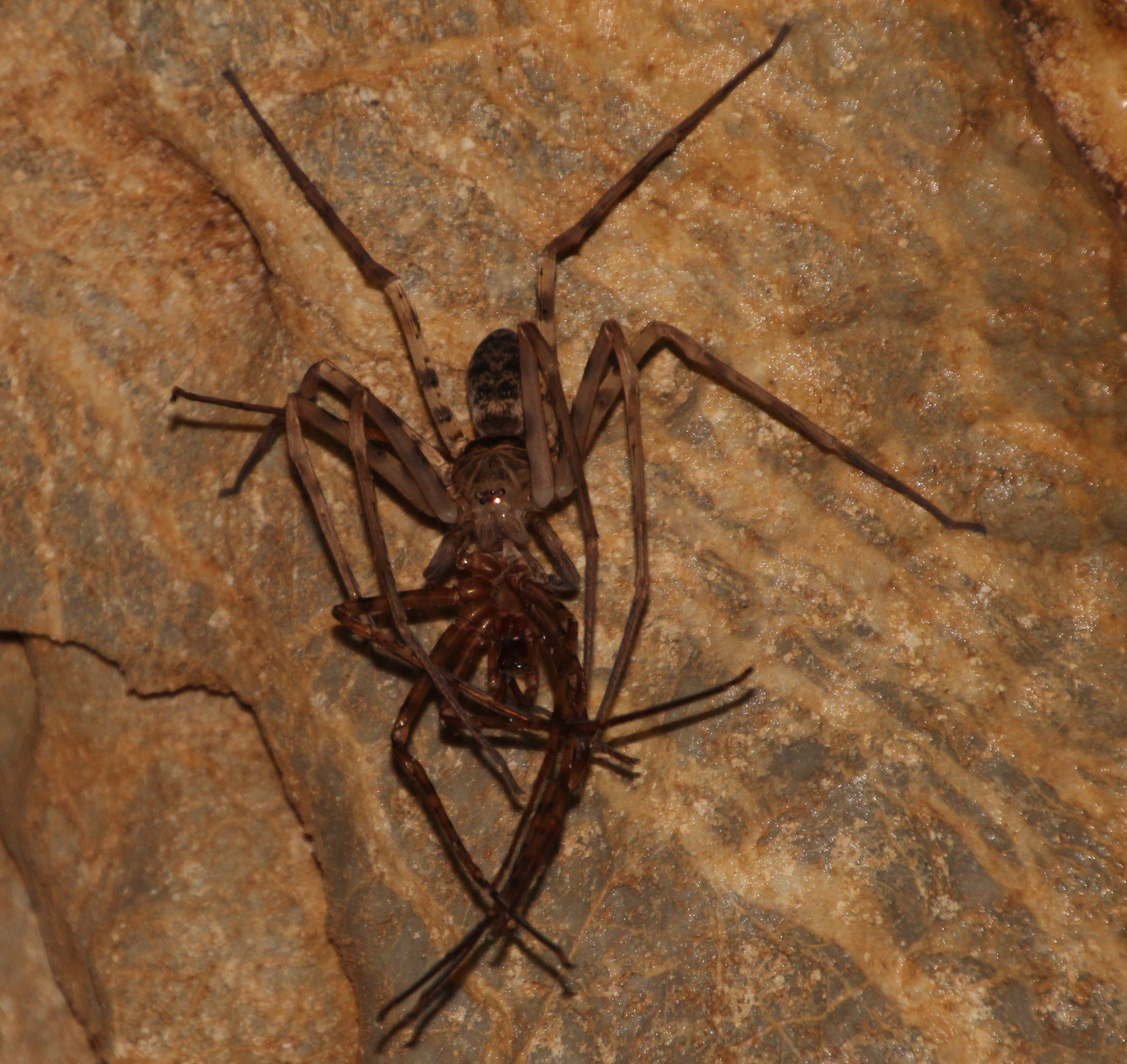
Canibalismo na espécie de aranha-caçadora-gigante

Exemplos de situações em que a fêmea se alimenta por completo do macho durante ou após o acasalamento são encontrados em algumas espécies de Arachnida, especificamente em aranhas e escorpiões. Em insetos, esse comportamento está em pequenas moscas de Ceratopogonidae, nos insetos do gênero Stenopelmatus, na espécie Saga da família Tettigoniidae e em muitas espécies de louva-deus, da família Mantidae.
A falta de comida promove a louva-deus fêmea a se alimentar do corpo inteiro do macho, como já foi observado em situações de cativeiro. Entretanto, esse tipo de comportamento é visto em campo, ambiente com abundância de alimento. 
O macho é capaz de participar da cópula mesmo após o processo de canibalismo ter se iniciado. Não há evidências sobre o macho ter um papel cooperativo nesse fenômeno. Quando estão próximos às fêmeas, estes animais apresentam-se com extrema cautela, e em algumas espécies os machos agem com estratégias que visam minimizar o ataque canibal, o que ocorre em Tenodera sinensis e Sphodromantis lineola. 
O canibalismo sexual em louva-deus gera um aumento da fecundação, e com isso, um aumento da prole, o que indica uma vantagem para as fêmeas na propagação da espécie. 

### Produtos glandulares do macho

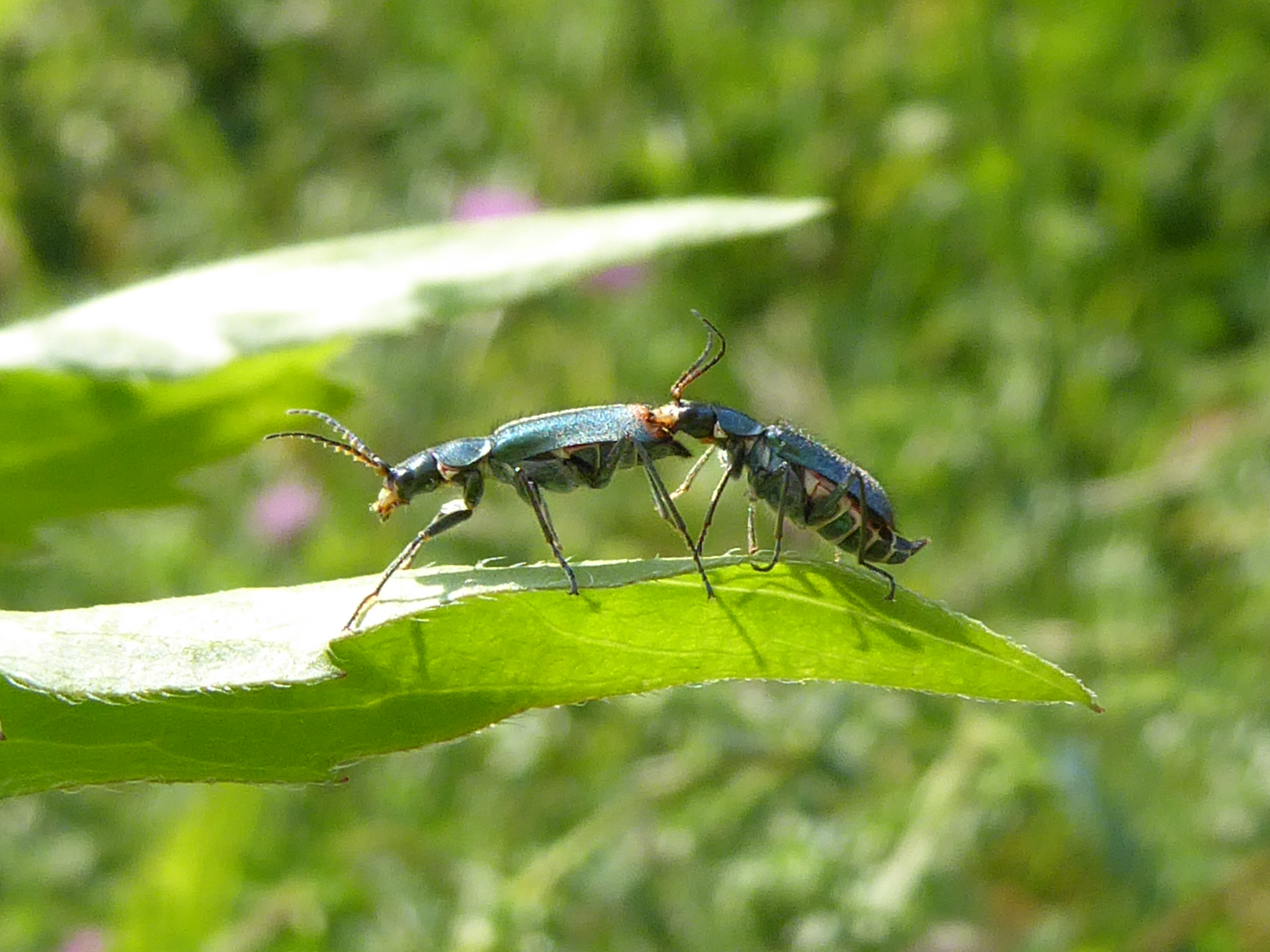
Cópula entre Clanoptilus geniculatus (família Malachiidae)

Em algumas espécies de insetos, secreções de glândulas do corpo do macho servem como presente nupcial para a fêmea. Na família Pyrochroidae, os besouros machos de Neopyrochroa flabellata secretam pelas glândulas anteriores uma substância rica em cantaridina ({\displaystyle {\ce {C10H12O4}}}), que é então consumida pela fêmea e posteriormente alocada para os ovos, garantindo uma proteção contra predadores. Outras famílias de besouro que possuem secreção externa que é digerida pela fêmea durante a corte como presente nupcial são a Anthicidae e a Malachiidae. 

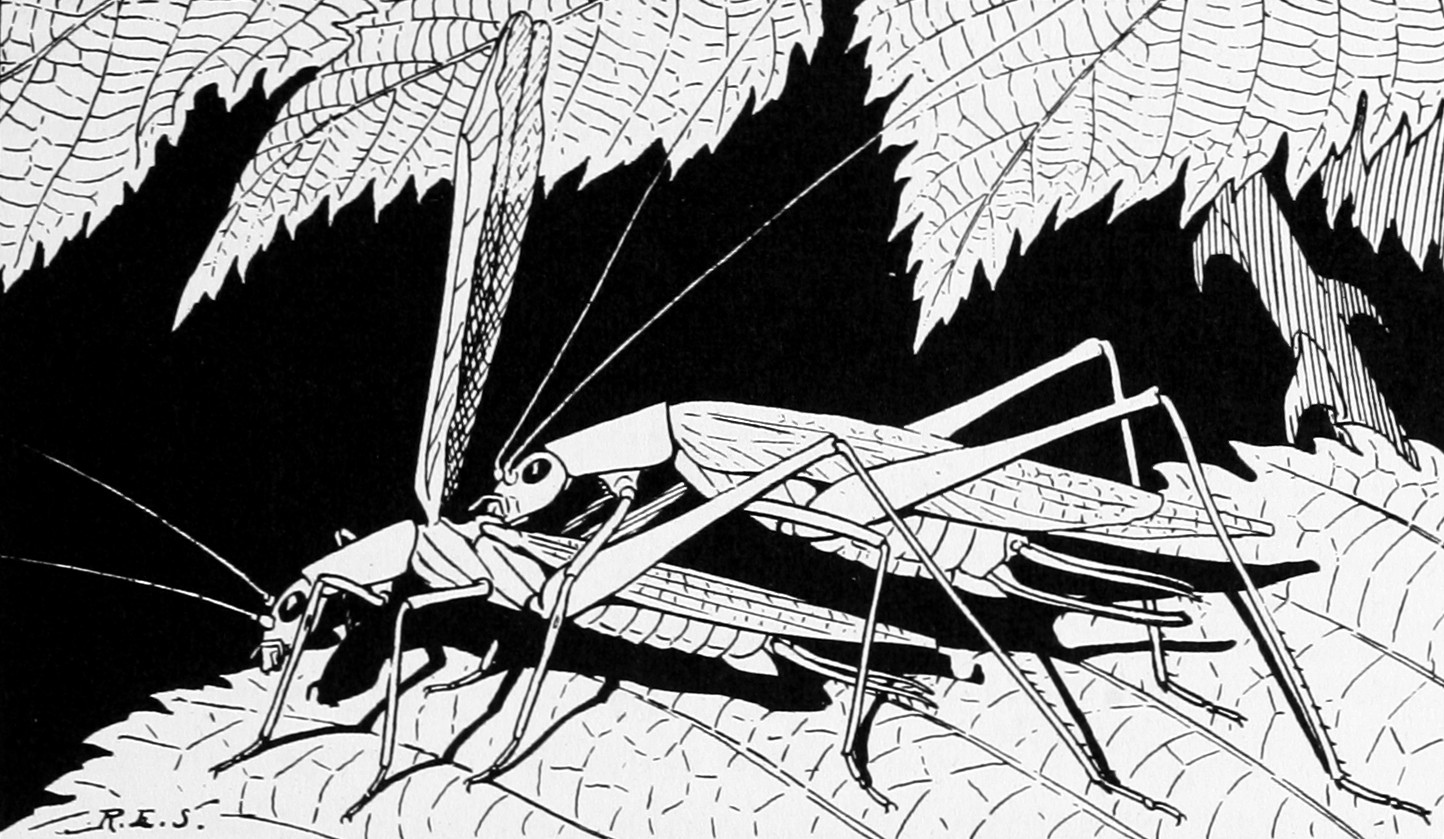
Oecanthus

Em Zorotypus barberi, glândulas cefálicas liberam uma secreção que atrai as fêmeas para a cópula. Em Blattidae e Tettigoniidae, as baratas e as esperanças macho produzem uma secreção nas glândulas dos tergitos dorsais, e antes da cópula, a fêmea apalpa e consome essa secreção. Nos gêneros Oecanthus e Neoxabea e nas espécies Discoptila fragosoi, Vanzoneliniella sambophila e Truljalia hibinonis, as fêmeas se alimentam das substâncias liberadas pelas glândulas metanotais. No caso de Oecanthus, esse comportamento aumenta a transferência de esperma ao impedir que a fêmea retire o espermatóforo antes do processo ser finalizado. Em Allonemobius, Neonemobius e Eunemobius, os machos secretam uma substância por meio de um esporão encontrado na região tibial de suas pernas. Em Nemobius sylvestris, Adenopterus e Archenopterus, as glândulas que liberam a substância que serve de presente nupcial estão localizadas na superfície superior das asas dianteiras dos indivíduos machos. 

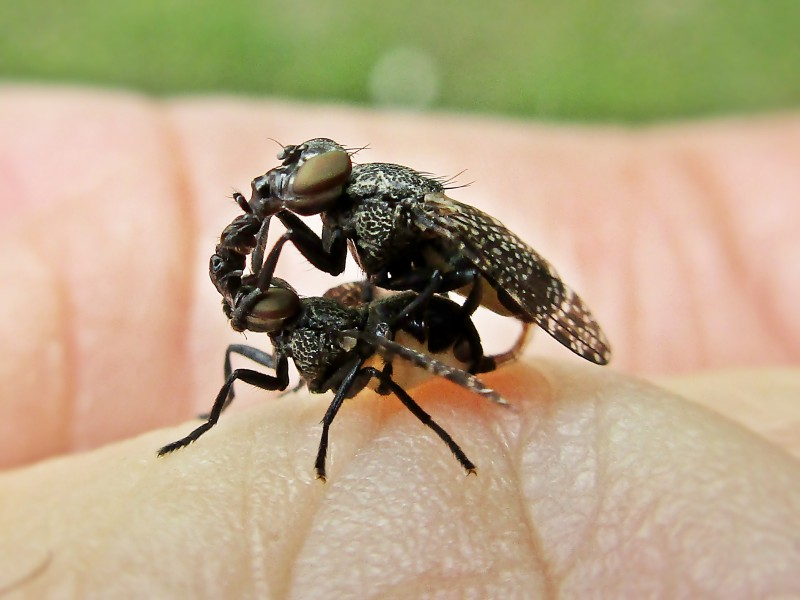
Cópula entre Platystoma seminationis

Secreções salivares também podem ser presentes nupciais, podendo ser encontrado em, por exemplo, Rivellia boscii, Euprosopia subula, Platystoma seminationis, Cardiacephala myrmex e Rioxa pornia. Em Sepedon aenescens, o macho libera um líquido incolor pelo ânus durante a corte para que a fêmea o consuma antes e durante a cópula, e após a liberação, ele altera o líquido de forma que ele adquira uma cor opaca, provavelmente adicionando gotas salivares. Em Panorpa, quando o macho não consegue oferecer um artrópode morto à fêmea, ele secreta uma grande quantidade de saliva para oferecer como presente. Caso o macho desse gênero não consiga realizar nenhum desses dois feitios, eles são capazes de forçar a cópula, imobilizando a fêmea pelas asas de forma que ele consiga depositar o seu esperma. 
Um terceiro tipo de presente nupcial nessa categoria é o espermatofilaxo, um líquido espermático de caráter gelatinoso, sem a presença de espermatozóides. Ele é secretado pelas glândulas acessórias do macho que se ligam à porção com esperma do espermatóforo. Após o fim da cópula, esse líquido é ingerido pela fêmea, que em seguida consome o restante do espermatóforo. Nas esperanças, essa secreção pode apresentar-se em alta quantidade, havendo variação interespecífica. Além de Tettigoniidae, outras famílias que possuem espermatofilaxo são a Haglidae, Stenopelmatidae, Rhaphidophoridae, Gryllacrididae e Gryllidae. 
Há duas hipóteses não excludentes referentes à função do espermatofilaxo: pode ser um esforço de acasalamento, ao impedir que a fêmea retire o espermatóforo antes da transferência total do esperma do macho, ou pode ser um investimento paterno, no qual o líquido secretado serve como nutrição para a prole. 

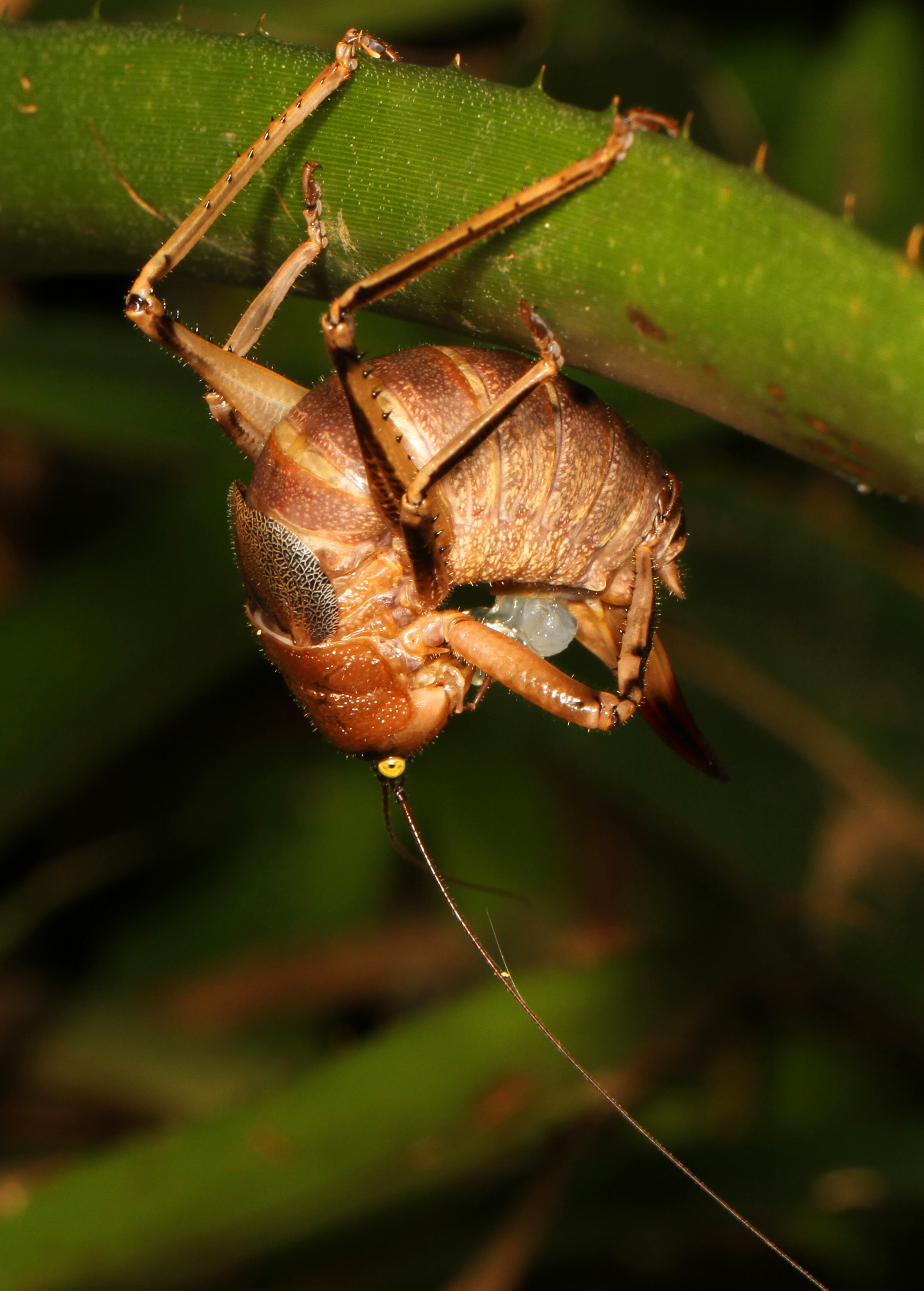
Espermatóforo em Orthoptera

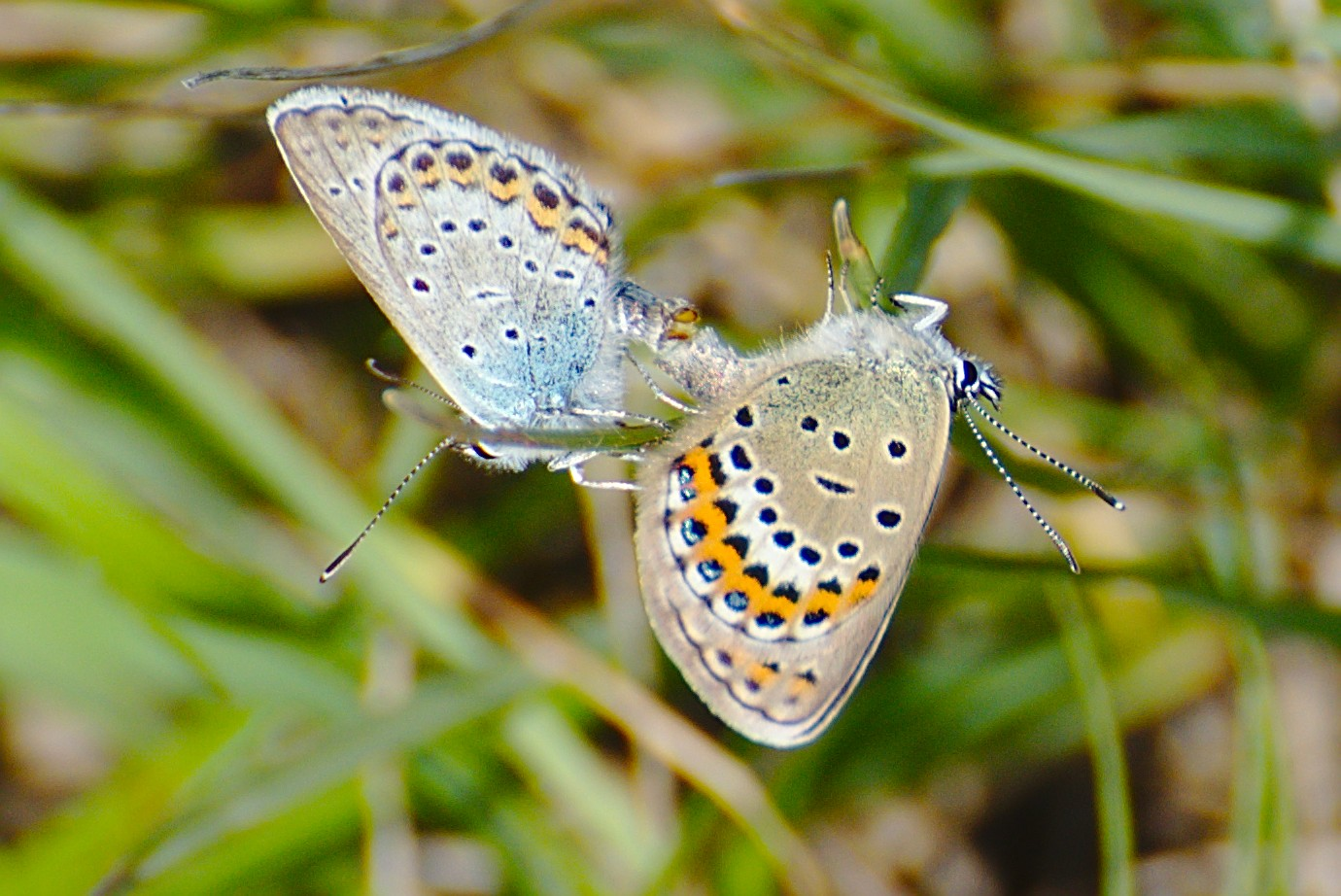
Cópula entre Lepidoptera

Os espermatóforos e as substâncias encontradas na ejaculação também são vistas como presente nupcial, e há evidências que corroboram com a teoria de que esses componentes são um investimento paterno, uma vez que, após a transferência de esperma, são consumidos pela fêmea. Em muitos grupos de insetos, substâncias da ejaculação apresentam-se como estimuladoras de oviposição. Em Orthoptera, os machos de algumas espécies são capazes de produzir múltiplos espermatóforos em questão de horas ou até de minutos, todos dos quais a fêmea se alimenta. Em Coleoptera, um espermatóforo grande reduz a competição de esperma por garantir um aumento da transferência de esperma. Além dessas duas ordens, o espermatóforo é encontrado como  presente nupcial em várias espécies de Lepidoptera e Diptera.

## Presente nupcial em vertebrados[10]
Na espécie de pássaro Picanço-grande, o sucesso da cópula dos machos está associado ao tamanho do seu presente nupcial, que são presas, como lagartos e insetos grandes, dadas antes da cópula. 